# Godoy Moreira
Godoy Moreira es un municipio brasileño del estado de Paraná. Su población estimada en 2007 era de 3499 habitantes.

## Geografía

### Demografía
Datos del Censo - IBGE/2000
Población Total: 3832
- Urbana: 1469 (38,34 %)
- Rural: 2363 (61,66 %)
- Hombres: 2000 (52,19 %)
- Mujeres: 1832 - (47,81 %)

Tasa de Crecimiento Anual: (-1,57 %)